# Mount Vernon Township (Missouri)
Pour les articles homonymes, voir Mount Vernon (homonymie).
Mount Vernon Township est un ancien township, situé dans le comté de Lawrence, dans le Missouri, aux États-Unis,.
Le township est baptisé en référence à la ville de Mount Vernon.

### Source de la traduction
- (en) Cet article est partiellement ou en totalité issu de l’article de Wikipédia en anglais intitulé « Mount Vernon Township, Lawrence County, Missouri » (voir la liste des auteurs).